# Arnold Mettnitzer

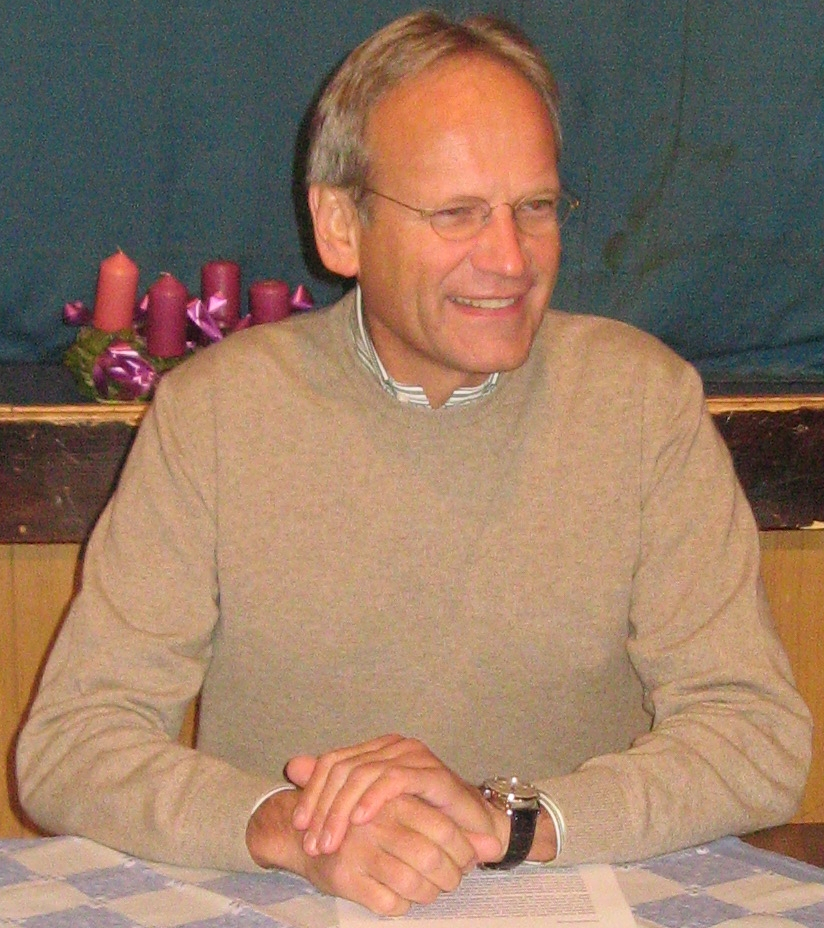
Arnold Mettnitzer (2010)

Arnold Mettnitzer (* 19. November 1952 in Gmünd in Kärnten) ist ein österreichischer Theologe, Seelsorger und Psychotherapeut.

## Leben
Mettnitzer wuchs als ältestes von sechs Kindern auf einem Kärntner Bergbauernhof auf.
Er studierte in Wien und Rom Theologie. Sein Studium in Rom schloss er mit der Dissertation über den Wiener Theologen Ernst Commer summa cum laude ab. 1978 empfing er in Rom die Priesterweihe und wurde 1979 zum seelsorglichen Dienst in der Diözese Gurk-Klagenfurt berufen. Von 1986 bis 1992 bzw. 1993 war er Rektor des Bildungshauses St. Georgen am Längsee und Diözesanjugendseelsorger in Kärnten. Danach wurde er bis 2001 Pfarrer der Gemeinde Klein St. Paul. 2003 beendete er seinen kirchlichen Dienst. Als Hauptgrund für sein Ausscheiden aus dem Priesteramt nennt Mettnitzer das Thema "Sexualität", die Beziehung zu einer Frau.
Im Jahr 1991 begann er mit einer Lehranalyse bei Erwin Ringel und einer Ausbildung zum Psychotherapeuten (Individualpsychologie) in Wien. Seit 1996 arbeitet Mettnitzer als Psychotherapeut in freier Praxis in Wien-Josefstadt. Neben seiner therapeutischen Arbeit ist er auch als Seminarleiter und Vortragender in der Erwachsenenbildung tätig. Mettnitzer ist freier Mitarbeiter im Österreichischen Rundfunk und Stellvertretender Vorsitzender des ORF-Publikumsrates.

## Auszeichnungen
- 2013 – Verleihung des Berufstitels „Professor“ vom Bundesministerium für Unterricht, Kunst und Kultur.

## Publikationen
- Wesen und Leben der Kirche. Ernst Commer (1847–1928). Ein Beitrag zur Geschichte der Ekklesiologie. Dissertation Päpstliche Universität Rom 1986–87, Oros-Verlag, Altenberge 1992, ISBN 3-89375-063-0.
- Vorwort in: Erwin Ringel: Die Kärntner Seele. Mohorjeva, Hermagoras, Wien 2000, ISBN 3-85013-732-5.
- Couch & Altar. Erfahrungen aus Psychotherapie und Seelsorge. Styria, Graz 2008, ISBN 978-3-222-13243-8.
- Klang der Seele. Sinn suchen, trösten, ermutigen in Psychotherapie und Seelsorge. Styria, Graz 2009, ISBN 978-3-222-13270-4.
- Liturgie – Sakrament der Ekstase. Die Messe als Da-Sein und Ganz-weg-Sein. In: Peter Jan Marthé (Hrsg.): Die heilige Messe. Kultisch, szenisch, sinnlich, mystisch. Vortragssammlung, Kongress in Brixen 2010, Medienkombination Buch, CD: Erdwärtsmesse. Live-Mitschnitt des Festgottesdienstes aus dem Dom zu Brixen am 10. Oktober 2010, Echter, Würzburg 2011, ISBN 978-3-429-03434-4.
- Steh auf und Geh. Die therapeutische Kraft biblischer Texte. Styria, Wien 2013, ISBN 978-3-222-13421-0
- Das Kind in mir. Perspektiven eines geglückten Lebens. Styria, Wien 2014, ISBN 978-3-222-13465-4
- Lebenswege. Erlesen & Erlebt., Hörbuch 2015, ISBN 978-3-222-13501-9
- Was ich glaube. Überlegungen & Überzeugungen. Styria, Wien 2015, ISBN 978-3-222-13511-8
- Mit dem Herzen atmen. Erinnerungen & Erfahrungen. Styria, Wien 2017, ISBN 978-3-222-13572-9